# Tarub (Tawangharjo)
Tarub is een bestuurslaag in het regentschap Grobogan van de provincie Midden-Java, Indonesië. Tarub telt 6011 inwoners (volkstelling 2010).